# ティグラネス2世
ティグラネス2世（Tigranes II、在位：紀元前95年頃 - 紀元前55年）は、アルタクシアス朝のアルメニア王。アルサケス朝の弱体化に乗じてメディア地方やシリアに勢力を拡大し「大王」、「諸王の王」を称した。しかし治世の後半にはローマとの戦いに敗れ征服地の大半を失った。

## 来歴

### 拡大
前王アルタウァスデス1世の息子として生まれた（甥という説もある）。アルタウァスデス1世が、ミトラダテス2世の下で急激に勢力を拡張していたパルティアの攻撃を受けて降伏した際、ティグラネス2世はパルティアに人質として送られた。彼はその後、ミトラダテス2世によってアルメニア王に擁立された（前95年頃）。ティグラネス2世は娘アリヤザデをミトラダテス2世に嫁がせるなどしてパルティアとの関係を保ち、またその影響下に置かれたが、間もなくパルティアが政治混乱に陥ったために、その影響力は減退した。自立を強めたティグラネス2世はポントス王国と同盟を結び、その王ミトラダテス6世の娘クレオパトラを娶って国内の基盤を固めた。
ティグラネス2世はパルティアの混乱に乗じ、その支配下にあったメディア地方に侵攻し、中心地エクバタナを占領してその支配権を得た。更にメソポタミア北部を通過して弱体化していたセレウコス朝を攻撃（前83年）して勝利を収めた。これによってシリアの大半がアルメニアの支配下に置かれた。そしてチグリス川の北に新都ティグラノケルタを建設し、「諸王の王」（バシレウス・バシレオン）の称号を刻んだコインを発行した。

### 対ローマ戦争
こうして大帝国を打ち立てたティグラネス2世であったが、西方で発生したミトリダテス戦争との関係からその拡大政策は頓挫した。同盟者であったポントス王ミトリダテス6世は、周辺属州の支配権を巡って三次に渡る共和政ローマとの戦いを繰り広げていたが、最終的な敗北の後アルメニアへと逃げ込んだ。ローマの将軍ルキウス・リキニウス・ルクッルスはミトラダテス6世の引渡しを要求してきたが、ティグラネス2世はこれを拒否してローマに対抗する姿勢を示した。
しかしティグラネス2世はローマとの戦いで勝利を収めることはできなかった。前69年にはティグラノケルタが包囲され、ティグラネス2世はこの新首都を放棄せざるをえなかった（ティグラノセルタの戦い）。ティグラネス2世は続く紀元前68年にもアルタクサタの戦いでも敗れた。彼はパルティアに援軍を求めたが、同時期にローマもパルティアに同盟を提案しており、当時のパルティア王フラーテス3世は日和見を決め込んで曖昧な返事しか返してこなかった。ルクルスにその後ローマ側ではルクルスが軍隊の進軍反対を受けて撤退したが、アルメニアではティグラネス2世の息子のティグラネス（以下、小ティグラネス）が反乱を起こした。小ティグラネスはパルティア王フラーテス3世に援軍を求め、その結果パルティアがアルメニアに侵攻してきた。ティグラネス2世はこの息子の反乱を鎮圧してパルティアに対抗したが、小ティグラネスは今度はローマの将軍グナエウス・ポンペイウスの下に逃げ込み彼の支援を求めた。ポンペイウスは小ティグラネスを助けてアルメニア領土をティグラネス2世と小ティグラネスの間で分割するように迫り、ティグラネス2世はこれを受け入れた。

紀元前95年のアルタクシアス朝
紀元前66年までに併合した地域ティグラネスに従属した国
一時的にティグラネスに従属した国
その他のコーカサス諸国

この一連の戦いでアルメニア本国以外の全ての征服地を喪失し、紀元前55年に死去した。死後、息子のアルタウァスデス2世が跡を継いだ。

## トリビア
「使者の首を打つ」の諺の語源でも知られる。ローマとの戦いにおいて敵将ルキヌス・リキニウス・ルクルスが到着したという彼にとって悪い知らせをもたらした使者の首をはねた。その結果この後、彼に真実の情報を伝える従者がいなくなったた故事に由来
。この故事はシェークスピアの作品においてしばしば言及される。

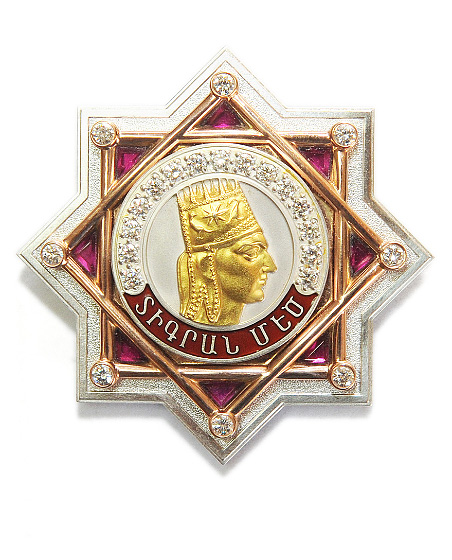
ティグラネス大王勲章